# Veluvine
Veluvine is een verffabriek uit Breda, sinds 2005 onderdeel van het op de beurs van Parijs genoteerde Bouygues. 

## Historie
De historie van het merk gaat terug naar Nunspeet, waar op 26 februari 1895 de verffabriek 'NV Mij. De Veluwe' werd opgericht door François Adriaan Molijn (1853-1912). Deze fabriek werd later bekend met de naam Veluvine Verffabriek, naar de merknaam van hun belangrijkste product. De verfproduktie werd na overname door Wagemakers Lakfabrieken in 1974 verplaatst naar Breda. In Nunspeet is in 2009 de multifunctionele accommodatie Veluvine genoemd naar deze verffabriek.